# Az Adriai Biztosító Társulat székháza
Az Adriai Biztosító Társulat székháza egy nagy méretű épület Budapest V. kerületében. 2016 óta The Ritz-Carlton Budapest Hotel szálloda üzemel benne.2025. januárjában az Al Habtoor vállalat vette át az üzemeltetést, az Al Habtoor Palace Budapest hivatalos megnyitója 2025.február 2-án lesz.

## Története
A mai Erzsébet tér 9-10. – Deák Ferenc tér 2. – Deák Ferenc utca 16-18. – Miatyánk utca 1. által határolt telken fekvő székház építésére tervpályázatot írtak ki. Ennek résztvevői (10 fő) Lajta Bélán és a győztes Tőry Emil–Pogány Móric pároson kívül a fennmaradt dokumentumok hiánya miatt nem ismertek. Az építkezés 1912-ben kezdődött el. A első világháború miatt építése elhúzódott, és csak 1918-ra készült el.
Az épület a szerkezeti elemek hangsúlyozásával, nyugodt arányaival – saját korának historizáló stílusú épületeivel összehasonlítva – már az új, korszerű építészet előfutára. Stílusát leginkább premodernnek, homlokzatát art décosnak lehet nevezni. (Létezik azonban olyan nézet is, amely szerint inkább neoklasszicista). A kezdeti terveken díszes homlokzat, az attikát lezáró pártázat, a legfelső szinten a köríves helyett trapézzáródású ablakok, a belső udvarnál kupola helyett sátortető szerepeltek még, de ezeket Tőryék időközben módosították.
Az épülethez korábban nagy méretű, órával ellátott saroktornyot is terveztek Tőryék, azonban ez sem valósult meg.
A különböző homlokzatokra Ligeti Miklós és Telcs Ede készített puciscei (Pučišća, Horvátország) márványból a biztosítás ágazatait szimbolizáló szobrokat.
| Homlokzat         | Szobornév                               | Készítő       | Kép                                     |
| ----------------- | --------------------------------------- | ------------- | --------------------------------------- |
| Deák Ferenc utcai | szavatosság (férfi mozdonnyal)          | Ligeti Miklós |                                         |
| Deák Ferenc utcai | elérési biztosítás (nő dobozzal)        | Ligeti Miklós |                                         |
| Deák Ferenc téri  | szállítmánybiztosítás (Mercur)          | Ligeti Miklós |                                         |
| Deák Ferenc téri  | üvegbiztosítás (nő korsóval)            | Telcs Ede     |                                         |
| Erzsébet téri     | betörésbiztosítás (férfi libával)       | Telcs Ede     |                                         |
| Erzsébet téri     | hozománybiztosítás (nő értéktárgyakkal) | Ligeti Miklós | hozománybiztosítás (nő értéktárgyakkal) |
| Erzsébet téri     | jégbiztosítás (nőalak)                  | Telcs Ede     |                                         |
| Erzsébet téri     | tűzbiztosítás (Szent Flórián)           | Telcs Ede     |                                         |
| Miatyánk utcai    | fonalat vágó Párka (életbiztosítás)     | Ligeti Miklós |                                         |
| Miatyánk utcai    | sebét kötöző férfi (balesetbiztosítás)  | Telcs Ede     |                                         |

Az épület a második világháború idején súlyos sérüléseket szenvedett (elsősorban a homlokzatán), és gyakorlatilag ki is égett. Felújítására az 1950-es évek elején került sor, ez azonban lényegében teljes átépítést jelentett.
Az épületben később a Budapesti Rendőr-főkapitányság működött.
Az épület teljes rekonstrukciójára 1998-tól került sor a Paulinyi-Reith & Partners szakemberei részéről. A munkálatokat Fábián László építész vezette. Ennek keretében az épület teljes belső szerkezetét újraépítették a homlokzat és az eredeti előcsarnok megtartásával. Kijavították az eredeti art déco homlokzat kőelemeit, javították és pótolták a régi reliefeket, szobrokat. A felújítás után egy négycsillagos szálloda nyílt meg az épületben Le Méridien néven. A felújítások ezek után is folytatódtak, elsősorban a belső részeken. 2016-tól The Ritz-Carlton Budapest Hotelként üzemel a luxusszálloda. (Fontos kiemelni: az épület nem azonos a korábban szintén Budapest V. kerületében álló, de a második világháborúban elpusztult Ritz Szállóval, és a közeli Szabadság tér 16. szám alatt álló Adria-palotával sem.)
Az épület műemléki védelem alatt áll.

## Képtár

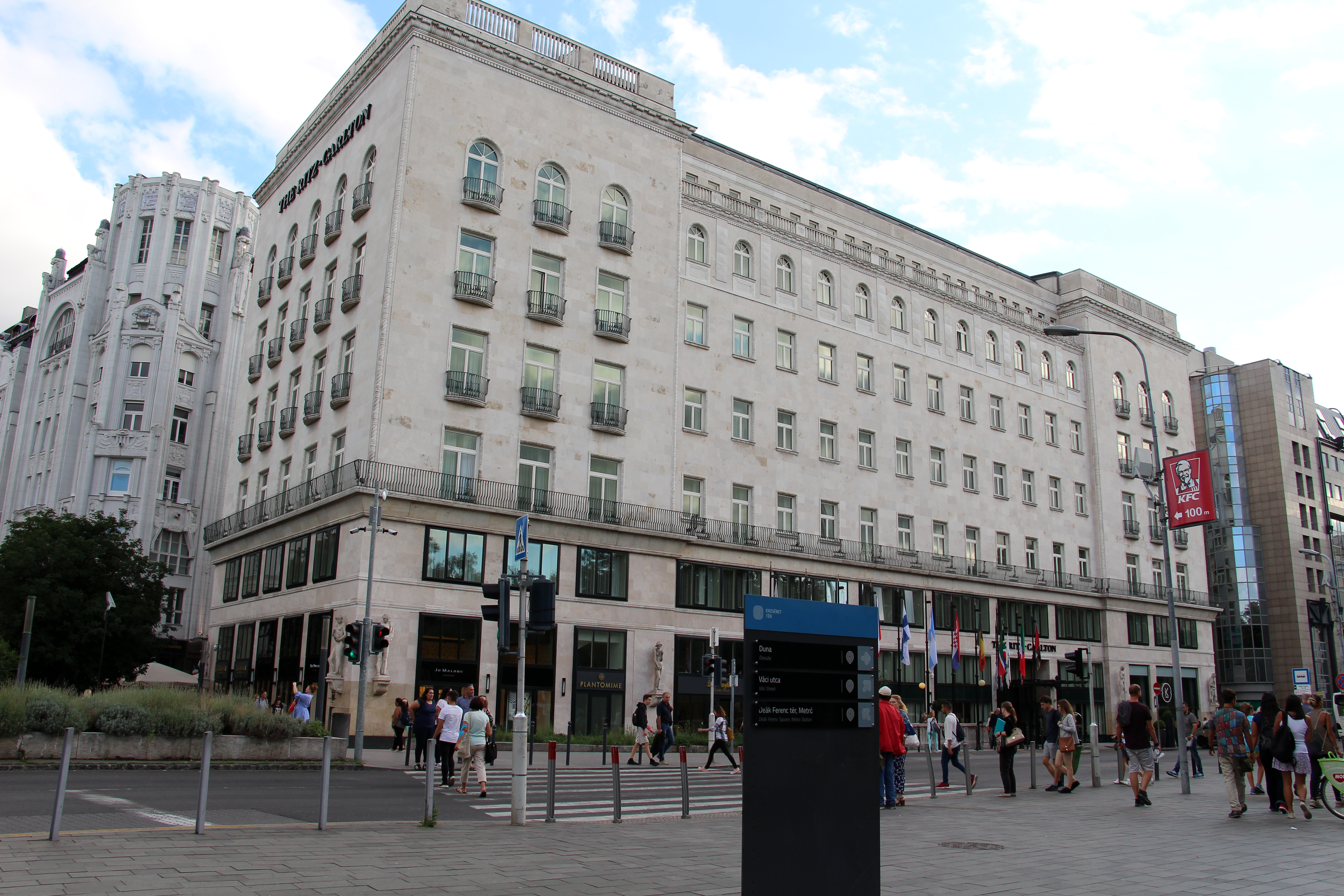
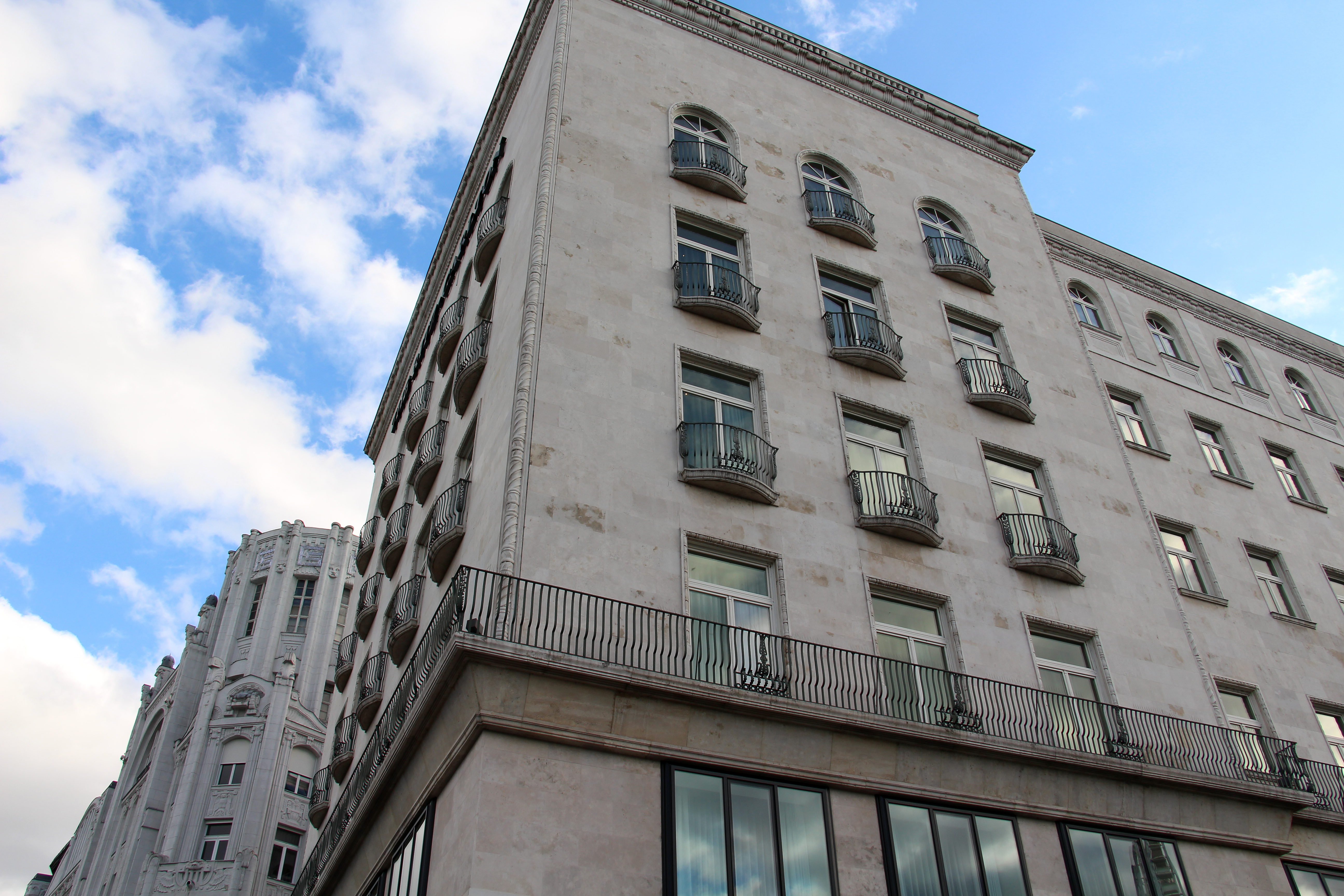
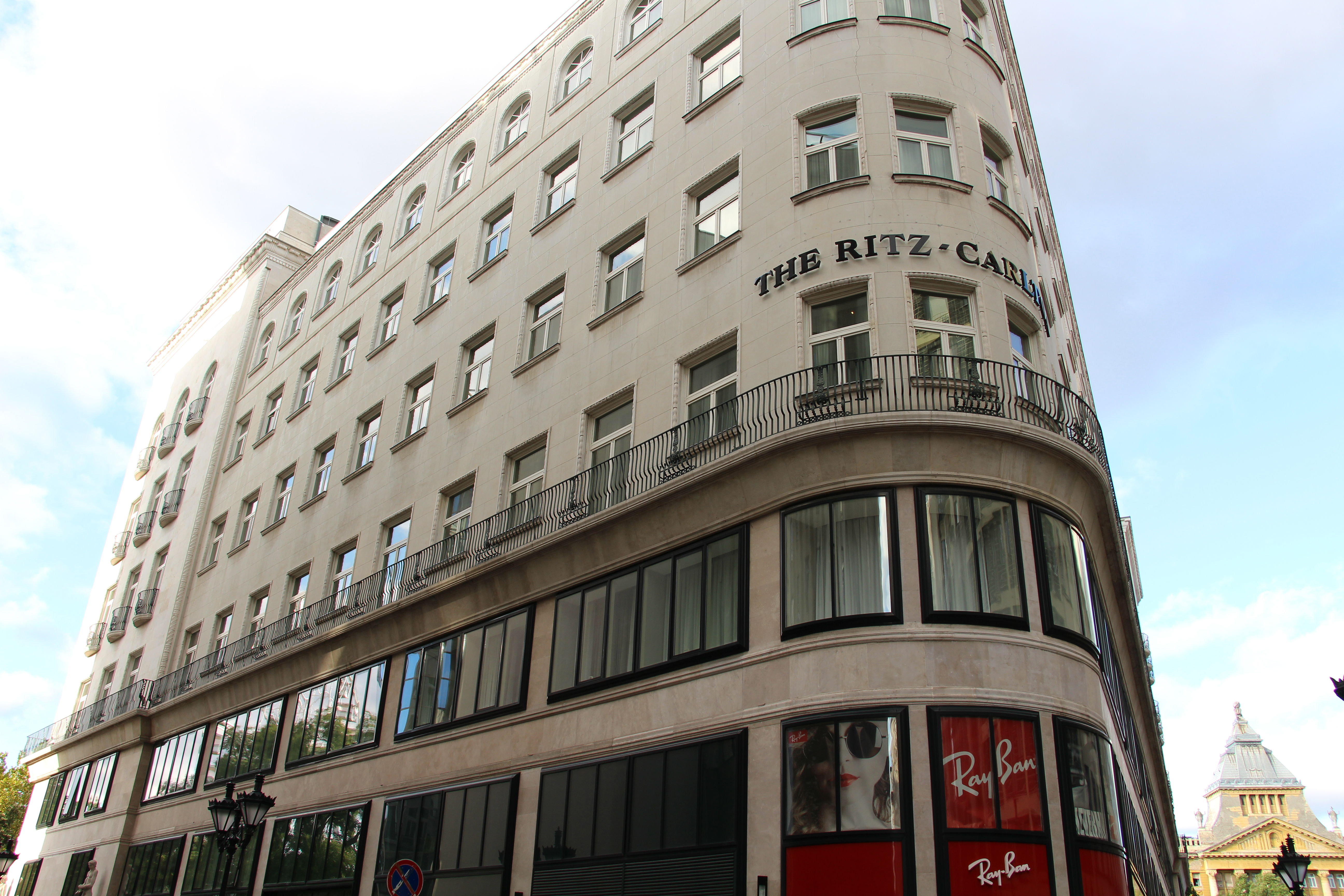
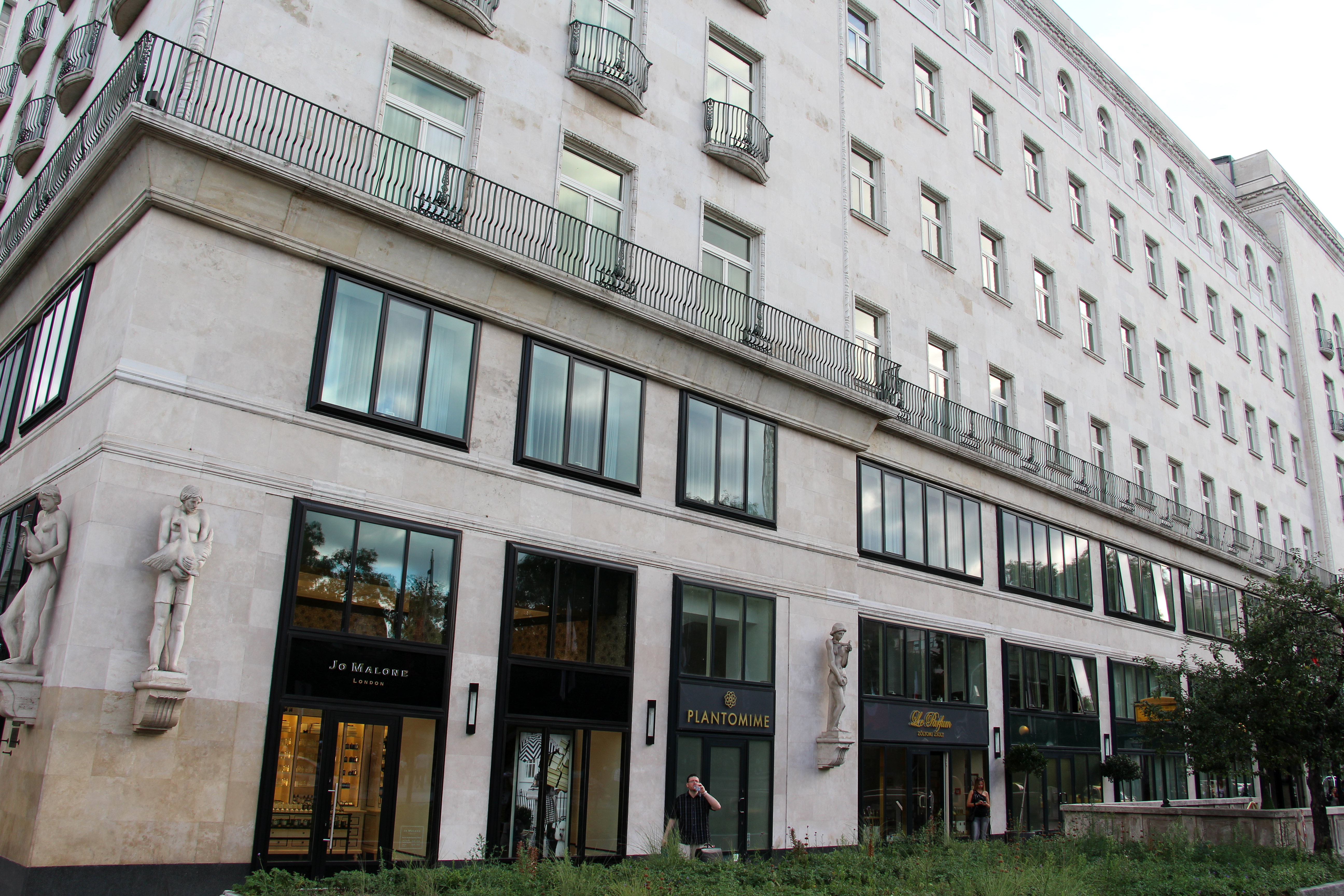
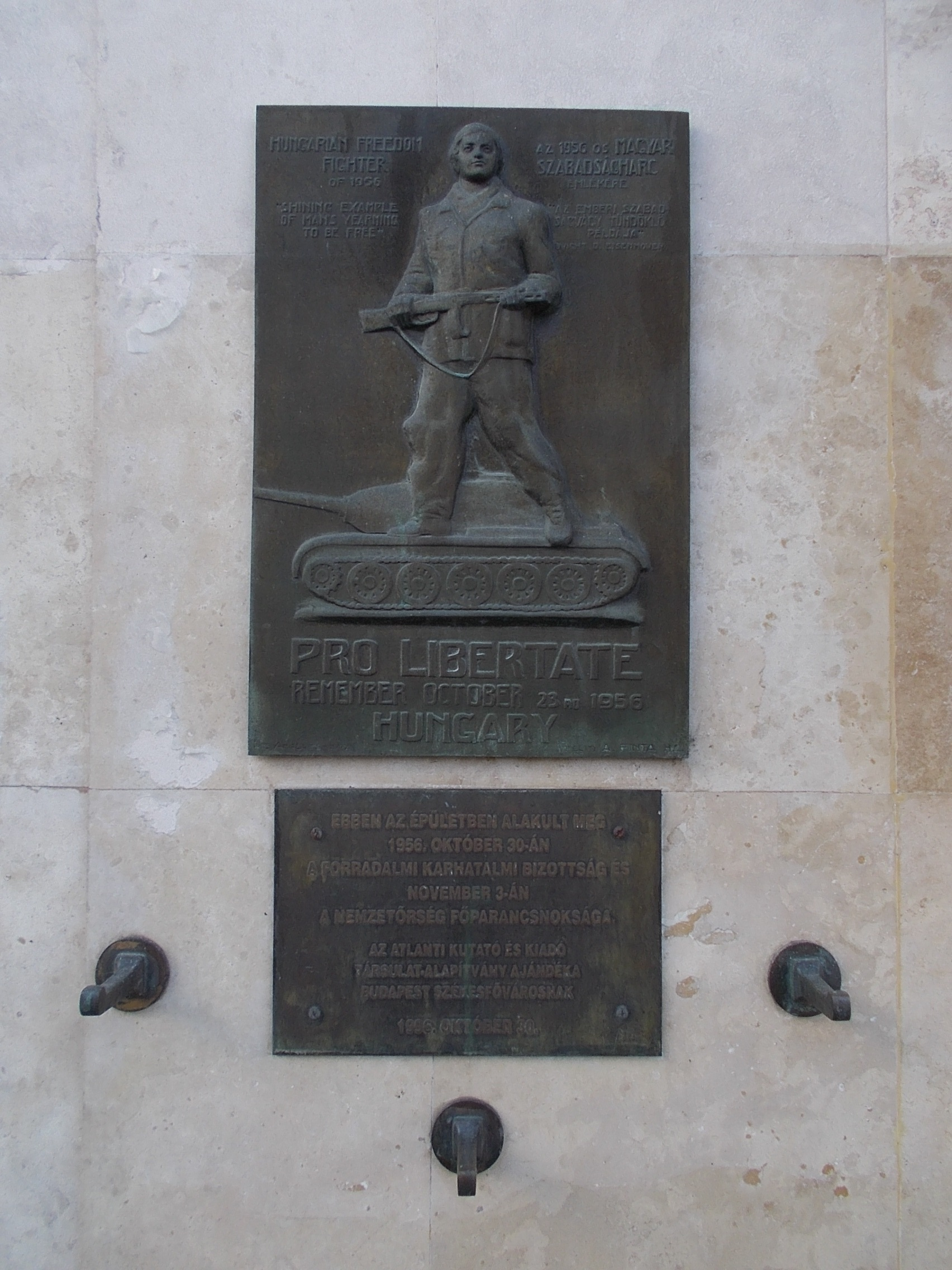